# Hydra mariana
Hydra mariana är en nässeldjursart som beskrevs av Cox och Young 1973. Hydra mariana ingår i släktet Hydra och familjen Hydridae. Inga underarter finns listade i Catalogue of Life.